# Henri Lepage (schermer)
Henri Louis Lucien Lepage (Épinal, 30 april 1908 - aldaar, 26 oktober 1996) was een Frans schermer.
Lepage won tijdens de Olympische Zomerspelen 1948 de gouden medaille met het degenteam.
Lepage won met Franse degenteam in 1947 de wereldtitel

## Resultaten

### Olympische Zomerspelen
| Jaar | Plaats | Resultaten          |
| ---- | ------ | ------------------- |
| 1948 | Londen | degen team 6e degen |

### Wereldkampioenschappen schermen
| Jaar | Plaats   | Resultaten |
| ---- | -------- | ---------- |
| 1947 | Lissabon | degen team |

1908: Alibert, Berger, Collignon, Gravier, Lippmann, Olivier, Stern ·
1912: H. Anspach, P. Anspach, Hennet, Ochs, Salmon, Willems ·
1920: Allocchio, Bozza, Canova, Costantino, Marrazzi, A. Nadi, N. Nadi, Olivier, Thaon di Revel, Urbani ·
1924:  Buchard, Ducret, Gaudin, Labatut, Liottel, Lippmann, Tainturier ·
1928:  Agostoni, Basletta, M. Bertinetti, Cornaggia-Medici, Minoli, Riccardi ·
1932: Buchard, Cattiau, Jourdant, Piot, Schmetz, Tainturier ·
1936: Brusati, Cornaggia-Medici, E. Mangiarotti, Pezzana, Ragno, Riccardi ·
1948: Artigas, Desprets, Guérin, Huet, Lepage, Pécheux ·
1952: Battaglia, F. Bertinetti, Delfino, D. Mangiarotti, E. Mangiarotti, Pavesi ·
1956: Anglesio, F. Bertinetti, Delfino, E. Mangiarotti, Pavesi, Pellegrino ·
1960: Delfino, E. Mangiarotti, Marini, Pavesi, Pellegrino, Saccaro ·
1964: Bárány, Gábor, Kausz, Kulcsár, Nemere ·
1968: Fenyvesi, Kulcsár, Nagy, Nemere, P. Schmitt ·
1972: Erdős, Fenyvesi, Kulcsár, Osztrics, P. Schmitt ·
1976: Edling, Von Essen, Flodström, Högström, Jacobson ·
1980: Boisse, Gardas, Picot, Riboud, Salesse ·
1984: Borrmann, Fischer, Heer, Nickel, Pusch ·
1988: Delpla, Henry, Lenglet, Riboud, Srecki ·
1992: Borrmann, Felisiak, Proske, Resnitstsjenko, A. Schmitt ·
1996: Cuomo, Mazzoni, Randazzo ·
2000: Mazzoni, Milanoli, Randazzo, Rota ·
2004: Boisse, F. Jeannet, J. Jeannet, Obry ·
2008: F. Jeannet, J. Jeannet, Robeiri ·
2016: Borel, Grumier, Jérent, Lucenay ·
2020: Kano, Minobe, Yamada, Uyama ·
2024: Koch, Andrásfi, Siklósi, Nagy